# Welcome Venice
Welcome Venice és una pel·lícula del 2021 dirigida per Andrea Segre.
La pel·lícula es va estrenar l'1 de setembre de 2021 al 78è Festival Internacional de Cinema de Venècia a la selecció oficial de la Giornate degli Autori. Es va projectar a la Mostra de Cinema Italià de Barcelona el 30 de desembre del 2021, però no ha tingut distribució a l'Estat Espanyol.

## Trama
Pietro i Alvise són els dos hereus d'una família de pescadors de crancs verds de Giudecca, una de les illes de Venècia. Es troben al cor de la transformació imparable del turisme global que ha canviat la relació entre la ciutat i els seus habitants. Malgrat les seves penúries i soledat, a Pietro voldria continuar pescant els crancs típics de la llacuna. Alvise, en canvi, veu la casa familiar de la Giudecca com el mitjà ideal per entrar a formar part del poder immobiliari d'elit que governa la ciutat. El seu enfrontament implica tota la família, en una història coral sobre com està canviant el nostre món.

## Distribució
La pel·lícula es va estrenar regió del Vèneto a partir del 2 de setembre de 2021 i als cinemes italians a partir del 9 de setembre de 2021. A Espanya es va projectar a la Mostra de Cinema Italià de Barcelona el desembre del 2021, però no va tenir distribució.